# Bresno Polje
Bresno Polje (cyr. Бресно Поље) – wieś w Serbii, w okręgu rasińskim, w gminie Trstenik. W 2011 roku liczyła 653 mieszkańców.